# ミニ・ジョン クーパー ワークス WRC
ミニ・ジョン・クーパー ワークス WRC (Mini John Cooper Works WRC ) は、プロドライブがMINI カントリーマンをベースとして世界ラリー選手権 (WRC) 参戦用に開発した競技専用車（ワールドラリーカー）である。

## 概要
名称は、往年の名チューナーであるジョン・クーパーに由来する。1960年代、同氏によるチューニングが行なわれたMINIは様々なモータースポーツで活躍するが、中でもラリーでは1964年、1965年、1967年にモンテカルロで優勝しており、MINIとしての本格的な参戦は約50年ぶりとなった。
ベースとなるカントリーマンはロングホイールベースを持つため、クーパーに比べて直進安定性が高い。車両はBMWが提供し、開発・運用は2008年までスバルのWRC実働部隊であったプロドライブが担当する。なお同社は1980年代末期のグループA時代に後輪駆動のBMW・M3を運用し、BMW唯一のイベント総合優勝を挙げたこともある。
WRカーとS2000仕様が存在し、WRカーは大型のリアウイングとフロントに空力効果のあるエアロパーツを装着、サイドウインドウが軽量化されている。開発ドライバーはダニ・ソルド。

## メカニズム
エンジンは、市販のBMW製1.6L直列4気筒ターボをベースに、BMWモータースポーツがWTCC用のものを踏襲して手掛けたものだが、ピーキーな特性で熟成不足は否めなかった。その後の性能向上版では出力向上と共にバルブタイミングやノッキング発生を押さえながら最大のトルクを引き出すためのノックコントロールが改善されている。他のライバルとは異なり前方吸気となっている。2013年の第4戦ポルトガルより、プロドライブが開発したレースエンジンが投入された。
ボディの大きさは3社中最大であった。サスペンションは前後とも規定に従ってマクファーソンストラット式を採用するが、他メーカーのWRカーに比べてストロークが短い。

## 沿革
2011年、BMWワークスとしてスポット参戦を開始。同年3月にS2000仕様がポルトガルで、5月にWRカーがサルディニアでデビューし6位入賞。プロドライブは資金調達も兼ねて、ブラジルやイタリアなどのプライベーターにもWRカー・S2000とも供給やレンタルを行った。この頃は往年のMINIのラリー復帰とあって多くのカスタマーが本車を利用した。
2012年、開幕戦のラリー・モンテカルロでダニ・ソルドのドライブにより2位に入賞するも、同年2月にプロドライブとBMWの関係が決裂。BMWは2月6日付けで資金的に問題の無かったモータースポーツ・イタリアとポルトガルのアルミンド・アラウジョWRTのジョイントチームを「WRCチームMINIポルトガル」とし、ワークス指定を切り替えることを発表した。同年末には同チームへのワークス支援も打ち切り撤退することを発表したが、BMWモータースポーツは今後もプロドライブと1.6Lターボエンジンを開発していく事も同時に表明している。
2013年はポーランドの石油コングロマリット「ロトス」の支援を受けたモータースポーツ・イタリアが「ロトス」を名乗ってマニュファクチャラー登録で参戦していたが、第7戦のサルディニアよりフォード・フィエスタ RS WRCへ変更している。
以降は個体数が豊富なこともあり、ローカルラリーでプライベーターが用いるマシンとなっている。2013年のWRC第10戦ラリー・オーストラリアは、地元出身のネイサン・クインが、最新エンジンの01Cを搭載したマシンでWRCクラスにワイルドカード参戦した。